# Janelle Monáe
Pour les articles homonymes, voir Janelle.

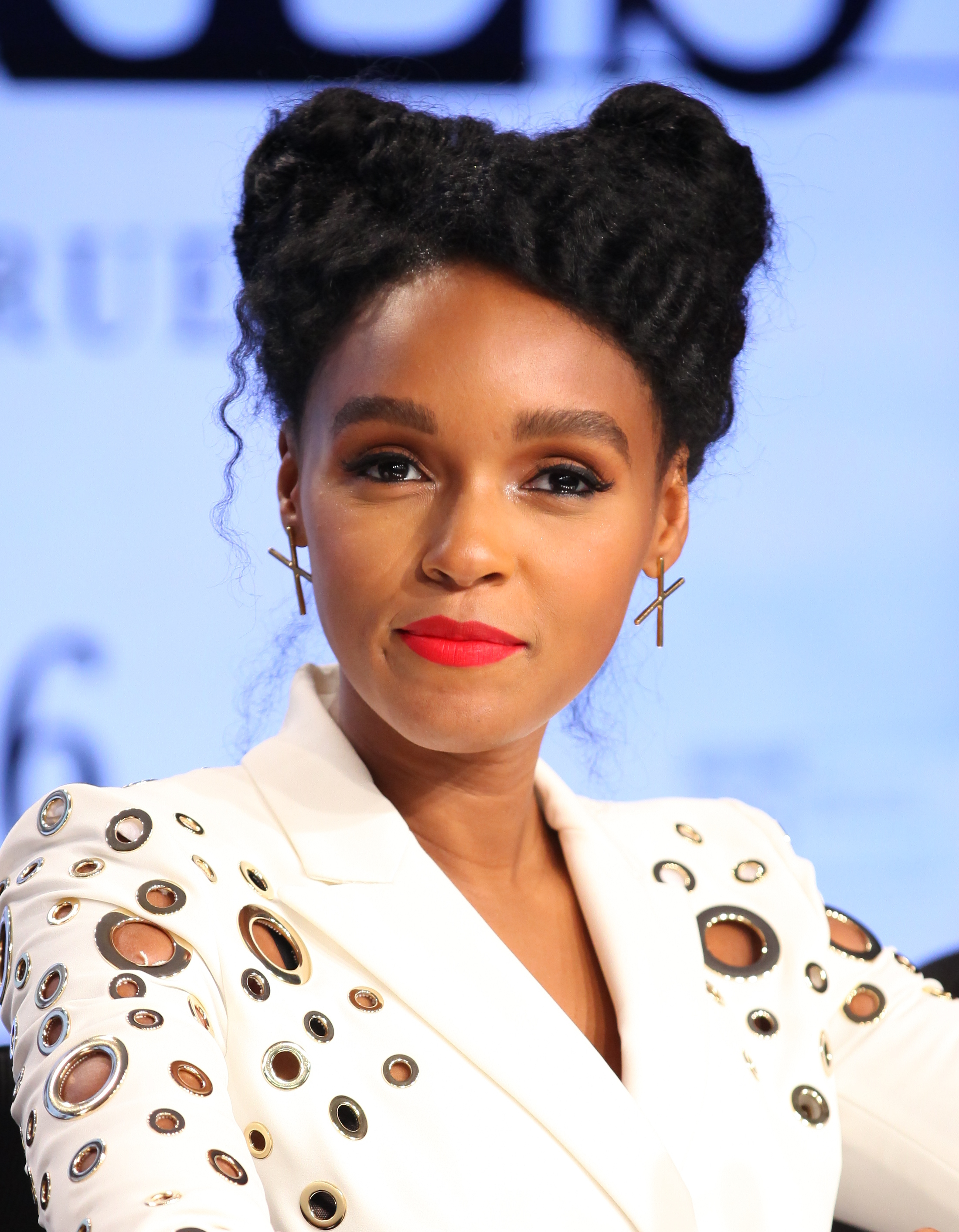
Janelle Monáe au centre spatial Kennedy en 2016.

Janelle Robinson, dite Janelle Monáe (en anglais : [dʒəˈnɛl moʊˈneɪ]), est auteure-compositeur-interprète de soul music et actrice américaine, née le 1er décembre 1985 à Kansas City. Ses maisons de disques sont Bad Boy Records et Atlantic Records. Janelle est nommée aux Grammy Awards en 2009, pour son titre Many Moons.
Janelle débute par un maxi, Metropolis: Suite I (The Chase) qui n'eut qu'un succès commercial modeste auprès du grand public ; ce maxi pointe à la 115e place du classement Billboard aux États-Unis.
En 2010, Janelle sort son premier album enregistré en studio, The ArchAndroid (Suites II and III), un album-concept dans la suite de son premier maxi ; il est publié largement auprès du grand public sous le label Bad Boy Records. Cet album est acclamé par la critique et a été nommé aux Grammy Awards dans la catégorie meilleur album R&B contemporain. Le titre Tightrope est aussi nommé dans la catégorie Meilleure Prestation Urbaine/alternative ; cet album est également un succès commercial, atteignant la 17e place au classement du Billboard,.
En 2013, Janelle publie son troisième opus, The Electric Lady et en 2018 son quatrième, Dirty Computer.

## Biographie

### Enfance et début de carrière
Janelle Monáe Robinson naît le 1er décembre 1985 à Kansas City (Kansas) où elle passe son enfance. Elle a déclaré que le personnage fictif de Dorothy du Magicien d'Oz a influencé certaines de ses créations musicales et qu'elle a toujours rêvé être chanteuse et interprète. Monáe quitte Kansas City et part à New York pour étudier le théâtre à l'American Musical and Dramatic Academy avec l'intention initiale de poursuivre une carrière au théâtre, mais elle change vite d'avis pour revenir à la musique.

« Il y avait beaucoup de confusion et de choses absurdes là où j'ai grandi, donc j'ai réagi en créant mon propre petit monde... j'ai commencé à voir comment la musique peut changer la vie, et j'ai commencé à rêver d'un monde où chaque jour était comme un dessin animé sorti tout droit de Broadway, où la musique tombe tout droit du ciel et où tout peut arriver. »

— Janelle Monáe parlant des inspirations musicales liées à son enfance.
Après avoir déménagé à Atlanta, en Géorgie, où elle rencontre Big Boi de Outkast, Janelle Monáe fonde la Société Arts Wondaland avec l'aide d'autres jeunes artistes aux vues similaires et fait des apparitions sur l'album Idlewild d'Outkast (elle contribue aux chansons Call the law et In Your Dreams). Big Boi parle à son ami Sean Combs de Monáe. Combs visite sa page MySpace et, selon Bad Boy Records A & R Daniel Mitchell « Skid » dans un entretien avec HitQuarters, le patron du label aime tout de suite : « [Il] a aimé son regard, aimé qu'on ne pouvait pas voir son corps, aimé la façon dont elle dansait, et tout simplement adoré l'ambiance Il s'est senti comme si elle avait quelque chose de différent - quelque chose de nouveau et de frais » Monáe signe avec Bad Boy en 2006 et le rôle de chef du label consiste plus à faciliter son exposition sur une échelle beaucoup plus large plutôt qu'à développer l'artiste et la musique, parce que, selon les termes de Mitchell, « elle était déjà en mouvement, elle avait déjà ses marques - elle avait un mouvement autonome ». Combs et Big Boi veulent prendre leur temps pour lui laisser construire son profil et laisser la musique se développer plutôt que de sortir « un unique single percutant que tout le monde écoute, et qui disparait parce que c'est juste une mode passagère ».

### 2007 à 2010:Metropolis - The Chase SuiteetThe ArchAndroid (Suites II and III)

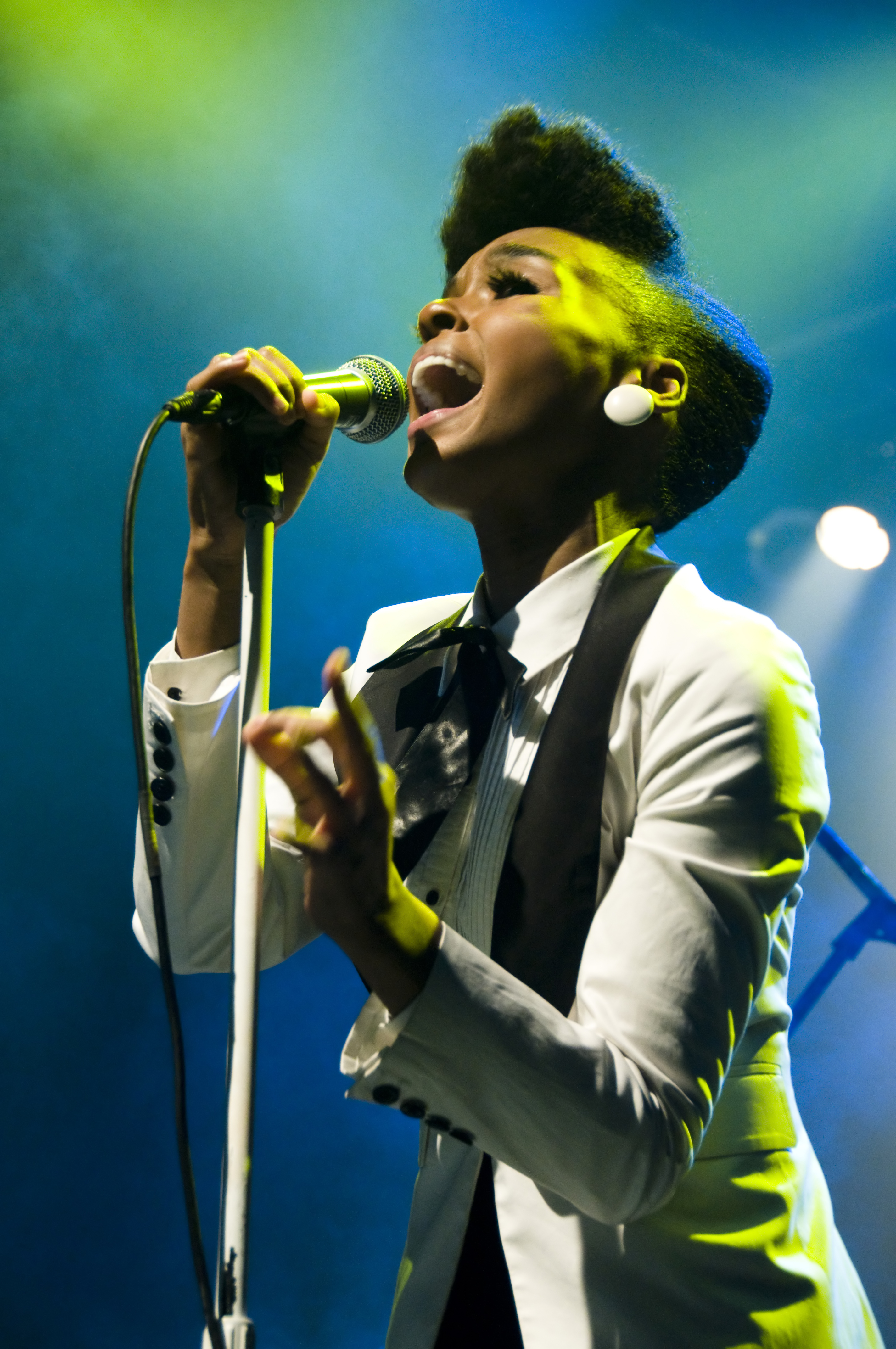
Janelle Monáe chante en live au Austin Music Hall à l'occasion du SXSW en mars 2009.

En 2007, Janelle Monáe sort son premier travail solo, intitulé Metropolis. Il est conçu à l'origine comme un concept album en quatre parties ou « suites », devant être publiées sur son site web et des sites de téléchargement de mp3. Mais après la sortie de la première partie de la série, Metropolis: Suite I (The Chase) au milieu de l'année 2007, ses plans furent modifiés à la suite de la signature de Monáe avec le label de Sean « Diddy » Combs, Bad Boy records, plus tard au cours de l'année. Le label donna une sortie officielle et physique à la première « suite » en août 2008, sous le titre Metropolis: The Chase Suite (Special Edition) incluant deux nouveaux titres. Le Maxi est de façon générale bien reçu par la critique, rapportant à Monáe une proposition aux Grammy 2009 dans la catégorie Meilleure Prestation Urbaine/Alternative pour son single Many Moons, la participation à des festivals et des premières parties pour le groupe de pop indé Of Montreal. Monáe tourna aussi en première partie du groupe No Doubt au cours de leur tournée d'été 2009. Son single Open Happiness est présent dans la finale de la saison 2009 de American Idol. Parlant à MTV de son concept pour son nouvel album et de son alter-ego nommé Cindi Mayweather, Monáe déclare :

« Cindy est une femme androïde et j'aime parler des androïdes parce qu'elles sont les nouveaux « autres ». Les gens ont peur des autres et je pense que nous allons vivre dans un monde avec des androïdes à cause de la technologie et de la façon dont celle-ci évolue. Dans le premier album Cindy est en train de courir car elle est tombée amoureuse d'un humain et elle a été désassemblée à cause de cela. »

Dans une interview en novembre 2009, Monáe révèle le titre et le concept de son album, The ArchAndroid. L'album sort le 18 mai 2010. Les seconde et la troisième suites de Metropolis sont combinées dans cette version, dans laquelle l'alterego de Monáe, Cindy Mayweather - qui est aussi la protagoniste de Metropolis: The Chase Suite - devient un messie de la communauté androïde de Metropolis. Monáe précise qu'elle prévoit de réaliser une vidéo pour chaque chanson de The ArchAndroid et de créer à la fois un film et un roman graphique basés sur l'album. Le concept de la série Metropolis s'inspire d'un large éventail de sources musicales et cinématographiques, allant de Alfred Hitchcock à Claude Debussy, en passant par Philip K. Dick, et accordant une place particulière au film muet de 1927 de Fritz Lang Metropolis, qualifié par Monáe de « parrain des films de science-fiction »,. En plus de partager le même nom, le maxi et le film partagent aussi leur univers graphique (la couverture de The ArchAndroid étant inspirée par le poster iconique de Metropolis), leurs thèmes ainsi que leurs objectifs politiques, utilisant des scénarios futuristes et expressionnistes pour examiner et explorer les idées contemporaines de préjudice et de classe. Les deux mettent aussi en scène un caractère de femme androïde, malgré des différences importantes sur ce point ; ainsi là où Maria, l'androïde de Metropolis, représente le mal dans le rôle du double malfaisant du Messie de la classe ouvrière alors victime d'une ségrégation sévère dans la ville de Metropolis, Cindy Mayweather, l'androïde messianique et muse de Monáe, représente une interprétation des androïdes comme la minorité cible de la ségrégation, que Monáe décrit comme « ... les Autres. Et je ressens que nous tous, faisant partie de la majorité ou la minorité, nous sentons à un certain moment comme l'Autre. »,.
Dans l'épisode 7 de la saison 1 de Stargate Universe, on peut la voir chanter lors d'un petit concert. 

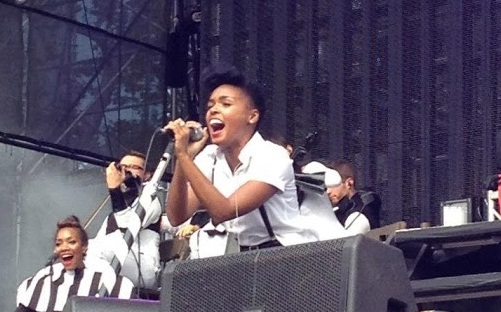
Janelle Monae, Made in America, Philadelphie, septembre 2012.

En 2010, elle reçoit le Vanguard Award (Prix de l'Avant-Garde) de l'American Society of Composers, Authors and Publishers au Rhythm & Soul Music Awards. En Juin 2010, elle reprend la chanson Smile issue d'une musique de Charlie Chaplin. En septembre 2010, dans une interview à NPR, Monáe déclare qu'elle croyait au voyage dans le temps et en était partisane. Le 28 septembre 2010, Monáe interprète Tightrope au cours de la seconde élimination de la 11e saison américaine de Dancing with the Stars. En 2011 Monáe participe aux 53rd Annual Grammy Awards au côté des artistes Bruno Mars et B.o.B ; Monáe joue du synthétiseur sur le titre de B.o.B Nothin' On You, puis interprète son titre Cold War avec B.o.B à la guitare et Mars à la batterie. Sa prestation reçoit alors une  standing ovation.
Son single Tightrope est repris sur American Idols LIVE! Tour 2011, interprété par Pia Toscano, Haley Reinhart, Naima Adedapo et Thia Megia.
En 2012 elle enregistre le titre We Are Young avec le groupe new-yorkais Fun. Ce titre rencontrera un grand succès dans le monde entier et aura un effet bénéfique sur sa carrière.

### 2013-2014:The Electric Lady
En avril 2013, elle dévoile un nouveau single, Q.U.E.E.N. (en), en duo avec Erykah Badu, puis dans la foulée un clip rétro-futuriste aux tons noirs et blancs. Ce single annonce la sortie, le 10 septembre 2013, du troisième album de la chanteuse : The Electric Lady. Elle en interprète plusieurs titres lors de son passage à la Roundhouse de Londres pour l’iTunes Festival, le 16 septembre 2013 en première partie de la prestation de Chic feat. Nile Rodgers, qu'elle rejoint ensuite sur scène pour le titre Good Times.
Sa voix peut être entendue sous les traits du Dr Monáe dans le film Rio 2 sorti aux États-Unis le 11 avril 2014 et sa chanson What is Love est présente dans la bande originale et dans le générique de fin du film,,. En avril 2014, Monáe est invitée à chanter aux côtés de Tessanne Chin, Patti LaBelle, Aretha Franklin, Jill Scott, Ariana Grande, et Melissa Etheridge à la Maison-Blanche pour l'évènement Women of Soul qui célèbre les artistes américaines qui ont laissé une trace indélébile et un profond impact dans la musique et la culture américaine. Elle chante Goldfinger, Tightrope.
Le 14 avril 2014, Monáe reçoit le prix Harvard College Women's Center pour son implication dans les arts et les médias ainsi que pour son implication en tant qu'artiste, militante et féministe,.
À la mi-2014, lors d'une interview avec Fuse, Janelle Monáe annonce et présente son album The Electric Lady. « Je travaille sur un nouveau, cool et créatif projet appelé Eephus », elle dit aussi « C'est un gros concept et vous n'allez pas le voir venir. ». Fin 2014, Monáe est présente sur le dernier album de Sérgio Mendes, Magic. Elle chante sur la chanson Visions of You.

### 2015-présent: partenariat de Wondaland Records etThe Eephus
En février 2015, Monáe, Epic Records et L.A. Reid annoncent que le label indépendant de Monáe Wondaland Art Society entre en partenariat avec Epic Records pour remodeler l'étiquette du label rebaptisé Wondaland Records et pour promouvoir les artistes du label,. Jem Aswad de Billboard dit de Janelle monae qu'elle est une « petite magnat des finances » en raison du contrat du label. Il révèle aussi que « le partenariat débutera en mai 2015 avec une EP-Compilation de cinq chansons appelé The Eephus, incluant des chansons du rappeur Jidenna, Roman, St. Beauty, Deep Cotton et Janelle Monáe elle-même. ».
Avec ce partenariat, Janelle Monáe devient l'une des quelques femmes afro-américaines à diriger son propre label indépendant en conjonction avec un label majeur.
Fin mars 2015, Janelle Monáe sort le single Yoga en featuring avec Jidenna... qui sera présent dans l'EP The Eephus
À la mi-2015 Monáe participe à plusieurs événements de mode incluant la fashion week de Londres et l'édition 2015 du Met Gala. Elle commence à travailler avec Nile Rodgers pour le nouvel album de Chic et Duran Duran (Paper Gods) pour leur 1er album depuis 5 ans et leur single Pressure Off.
Fin avril 2018, Janelle Monáe sort son quatrième album Dirty Computer. Cet album est l'occasion pour elle de s'exprimer sur les droits des femmes, le racisme, les droits LGBT+...
En 2019, elle intronise Janet Jackson au Rock and Roll Hall of Fame.

### Vie privée
Janelle Monáe se définit longtemps comme étant bisexuelle, du fait de ses relations avec des hommes et des femmes, mais elle se considère depuis 2018 comme étant pansexuelle,. Elle soutient le mouvement Black Lives Matter et participe à plusieurs marches militantes. En 2020, elle reçoit le « Equality Award » du Human Rights Campaign (HRC). En 2022, elle annonce être non-binaire et utiliser les pronoms neutres « they/them » et féminins « she/her ».

## Discographie

### Albums studio
- 2003 : The Auditions réédité sous le nom Metropolis: Point Zero
- 2010 : The ArchAndroid[44]
- 2013 : The Electric Lady
- 2018 : Dirty Computer
- 2023 : The Age of Pleasure

### EP
- 2007 : Metropolis: Suite I (The Chase)
- 2015 : The Eephus

### Singles
- 2005 : Peachtree Blues
- 2006 : Lettin' Go
- 2007 : Violet Stars Happy Hunting!
- 2008 : Sincerely, Jane
- 2008 : Many Moons (en)
- 2009 : Come Alive (The War of the Roses)
- 2010 : Tightrope (avec la participation de Big Boi)[44]
- 2010 : Cold War[44]
- 2013 : Q.U.E.E.N.
- 2013 : PrimeTime (avec la participation de Miguel)
- 2015 : Yoga
- 2018 : Django Jane
- 2018 : Make Me Feel
- 2018 : PYNK
- 2018 : I Like That

### Collaborations
- 2005 : In « House » Sessions
- 2005 : Broadcasting the Definition
- 2005 : Got Purp? Vol 2
- 2006 : Idlewild
- 2009 : Open Happiness
- 2009 : Stargate Universe[45]
- 2010 : Rip The Runway
- 2010 : The Kids (avec la participation de B.o.B)
- 2011 : We Are Young (avec le groupe Fun.)
- 2012 : Do My Thing (avec Estelle)
- 2015 : Pressure Off (avec Duran Duran)
- 2015 : Venus Fly (avec Grimes)

## Filmographie
Sauf indication contraire, les informations mentionnées dans cette section peuvent être confirmées par la base de données cinématographiques IMDb,  présente dans la section « Liens externes ».

### Cinéma
- 2014 : Rio 2 de Carlos Saldanha : Dr Monae (voix)
- 2016 : Moonlight de Barry Jenkins : Teresa
- 2016 : Les Figures de l'ombre (Hidden Figures) de Theodore Melfi : Mary Jackson
- 2018 : Bienvenue à Marwen (Welcome to Marwen) de Robert Zemeckis : GI Julie
- 2019 : UglyDolls de Kelly Asbury : Mandy (voix)
- 2019 : La Belle et le Clochard (Lady and the Tramp) de Charlie Bean : Peg (voix)
- 2019 : Harriet de Kasi Lemmons : Marie Buchanon
- 2020 : The Glorias de Julie Taymor : Dorothy Pitman Hughes
- 2020 : Antebellum de Gerard Bush et Christopher Renz : Veronica Henley / Eden
- 2022 : Glass Onion : Une histoire à couteaux tirés (Glass Onion: A Knives Out Mystery) de Rian Johnson : Cassandra « Andie » Brand / Helen Brand
- 2025 : Golden de Michel Gondry

### Télévision
- 2009 : Stargate Universe (série télévisée), saison 1, épisode 7 Terre : elle-même
- 2018 : Philip K. Dick's Electric Dreams (série télévisée), 1 épisode : Alice
- 2019 : Homecoming (série télévisée), saison 2 : Jackie

## Récompenses et distinctions
| Année | Cérémonie                               | Categorie                                                         | Resultat   |
| ----- | --------------------------------------- | ----------------------------------------------------------------- | ---------- |
| 2008  | Grammy Awards                           | meilleure prestation Urban/Alternative (Many Moons)               | Nomination |
| 2010  | ASCAP Awards                            | Vanguard Award                                                    | Lauréat    |
| 2010  | MTV Video Music Awards                  | Meilleure chorégraphie (Tightrope)                                | Nomination |
| 2010  | MTV Video Music Brazil                  | Aposta Internacional (International Bet)                          | Nomination |
| 2010  | Soul Train Music Awards                 | Centric Award - Best Dance Performance                            | Lauréat    |
| 2010  | Soul Train Music Awards                 | Best Dance Performance (Tightrope)                                | Nomination |
| 2010  | MOBO Awards                             | Best International Act                                            | Nomination |
| 2011  | Essence Awards                          | Black Women in Music Award                                        | Lauréat    |
| 2011  | Best of the Booth Award                 | Best R&B/Pop Album of 2010 (The ArchAndroid)                      | Lauréat    |
| 2011  | Grammy Awards                           | meilleur album R&B contemporain (The ArchAndroid)                 | Nomination |
| 2011  | Grammy Awards                           | Best Urban/Alternative Performance (Tightrope)                    | Nomination |
| 2011  | International Dance Music Awards        | Best Breakthrough Artist                                          | Nomination |
| 2011  | O Music Awards                          | Best iTunes LP (The ArchAndroid)                                  | Nomination |
| 2011  | NME Awards                              | Best Track (Tightrope)                                            | Lauréat    |
| 2012  | Black Girls Rock! Awards                | Young, Gifted & Black Award                                       | Lauréat    |
| 2013  | Grammy Awards                           | Album de l'année (Some Nights); artiste invitée                   | Nomination |
| 2013  | Grammy Awards                           | Enregistrement de l'année (We Are Young)                          | Nomination |
| 2013  | Grammy Awards                           | Grammy Award de la meilleure performance groupe/duo(We Are Young) | Nomination |
| 2013  | MTV Video Music Awards                  | Best Art Direction (Q.U.E.E.N.)                                   | Lauréat    |
| 2013  | Soul Train Music Awards                 | Best R&B/Soul Artist                                              | Nomination |
| 2013  | Soul Train Music Awards                 | The Ashford and Simpson Songwriter's Award (Q.U.E.E.N.)           | Nomination |
| 2013  | Soul Train Music Awards                 | Best Dance Performance (Q.U.E.E.N.)                               | Nomination |
| 2013  | Soul Train Music Awards                 | Video of the Year (Q.U.E.E.N.)                                    | Lauréat    |
| 2013  | Soul Train Music Awards                 | Best Collaboration (Q.U.E.E.N.)                                   | Nomination |
| 2013  | Billboard Music Awards Women in Music   | Rising Star Award                                                 | Lauréat    |
| 2014  | Variety Breakthrough of the Year Awards | Breakthrough in Music Award                                       | Lauréat    |
| 2014  | Brit Awards                             | International Female Solo Artist                                  | Nomination |
| 2014  | NAACP Image Awards                      | Outstanding Female Artist                                         | Nomination |
| 2014  | NAACP Image Awards                      | Outstanding Music Video (Q.U.E.E.N.)                              | Lauréat    |
| 2014  | NAACP Image Awards                      | Outstanding Song (Q.U.E.E.N.)                                     | Nomination |
| 2014  | NAACP Image Awards                      | Outstanding Album (The Electric Lady)                             | Nomination |
| 2014  | BET Awards                              | Best Female R&B/Pop Artist                                        | Nomination |
| 2014  | Soul Train Awards                       | Best R&B/Soul Female Artist                                       | Nomination |
| 2014  | Soul Train Awards                       | Album de l'année (The Electric Lady)                              | Nomination |
| 2014  | Soul Train Awards                       | Best Dance Performance ([Electric Lady)                           | Nomination |
| 2014  | Soul Train Awards                       | meilleur Collaboration (PrimeTime)                                | Nomination |
| 2014  | 18th Hollywood Film Awards              | Hollywood Song (What Is Love?, bande originale de Rio 2)          | Lauréat    |
| 2015  | Trumpet Awards 2015                     | Honneur                                                           | Lauréat    |
| 2015  | BET Awards                              | Meilleure artiste féminine de Pop/R&B                             | Nomination |
| 2016  | Festival du film de Hollywood           | Spotlight Award pour son rôle dans Les Figures de l'ombre         | Lauréate   |